# شوفر خوشگله
شوفر خوشگله فیلمی به کارگردانی محمود کوشان و نویسندگی اسماعیل کوشان ساختهٔ سال ۱۳۵۰ است.

## بازیگران
- همایون
- فیلیز آکین
- امیرفخرالدین
- ثریا بهشتی
- نرگس
- علی خلوصی
- نوری